# Helle Kaldal Riisager
Helle Kaldal Riisager (født Simonsen, 27. juni 1976 i Aars) er en dansk tidligere håndboldspiller. Hun var en del af det danske landshold, der vandt VM 1997.
Hun spillede for Viborg HK, men indstillede karrieren som 25-årig på grund af skader.

## Privat
Simonsen har gået på Aars Skole, Erhvervsskolerne Aars og Viborg Handelsskole. 2001 blev hun ansat i salgsafdelingen i Viborg Håndboldklub. Hun blev senere forfremmet til sit nuværende job som marketingchef.